# Kostrzewa owcza
Kostrzewa owcza (Festuca ovina) – gatunek niskiej trawy z rodziny wiechlinowatych. Występuje w strefie umiarkowanej Eurazji od Francji i Wysp Brytyjskich po Japonię. W Polsce gatunek pospolity w całym kraju. Rośnie na suchych i piaszczystych glebach. Ma niewielką wartość pastewną. 

## Morfologia

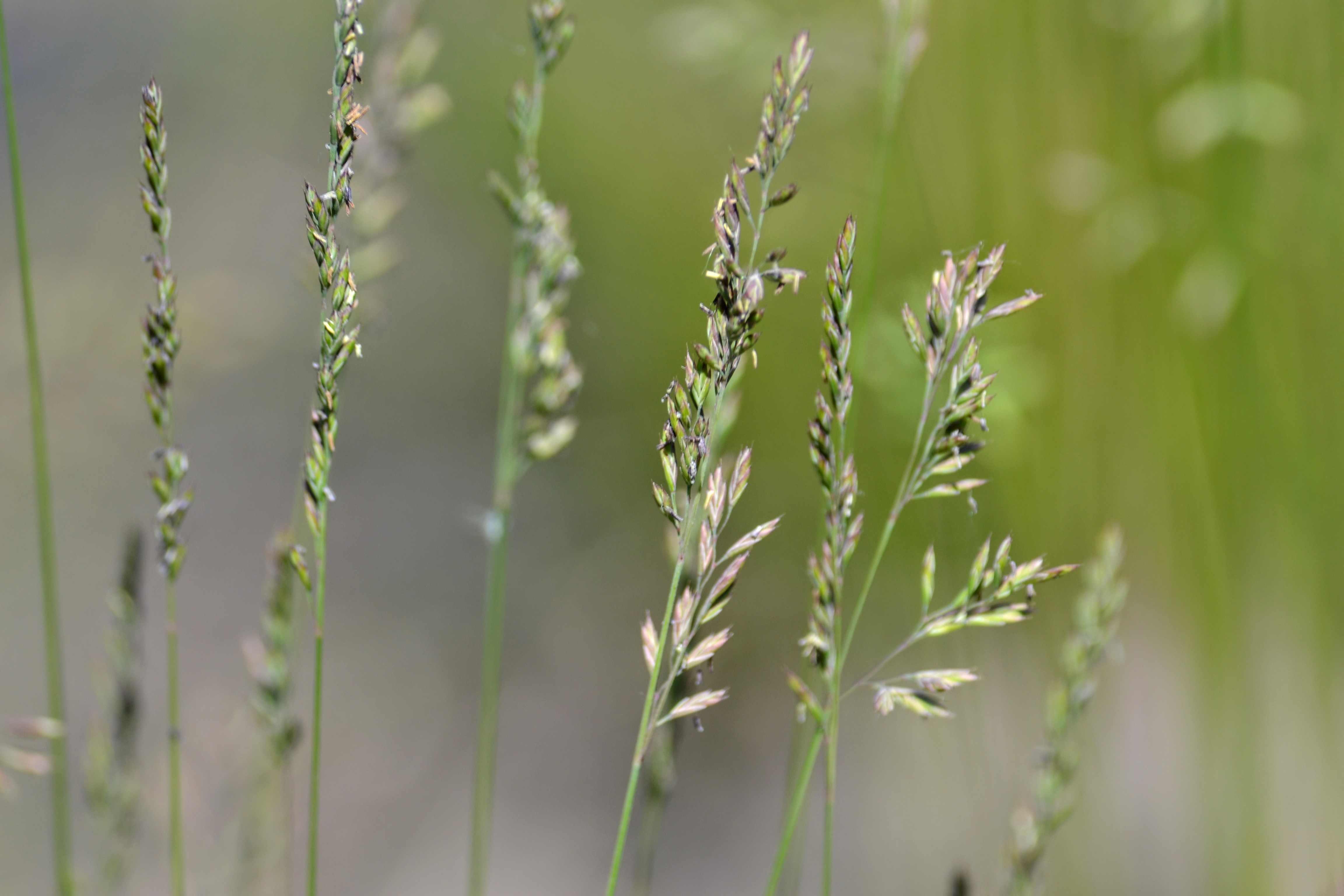
Kwiatostany

Tworzy zbite, zwarte szarozielone kępy.

## Ekologia
Najlepiej rozwija się na glebach piaszczystych, kwaśnych, suchych i ubogich, zwłaszcza w fosfor. Preferuje stanowiska dobrze nasłonecznione. Bardzo odporna na ostre zimy. W korzystnych warunkach może być nawet zimozielona. Wrażliwa na udeptywanie. Występuje w różnych zbiorowiskach trawiastych oraz leśnych. 

## Zastosowanie
Gatunek ciężkostrawny, o niewielkiej wartości pastewnej i niskiej smakowitości nawet dla owiec. Z racji licznego występowania może być niekiedy wykorzystywany w celach paszowych. Trawa wysoko ceniona ze względu na rolę przeciwerozyjną. Dla wielu stanowisk jest rośliną pionierską, pojawiającą się samorzutnie, dla innych wprowadzaną poprzez zasiew. Wzrasta wykorzystanie tej kostrzewy do zakładania różnego rodzaju trawników oraz zadarniania terenów sportowych, rekreacyjnych, lotnisk, poboczy dróg i innych stanowisk trudnych.